# Marcelinho Huertas
Marcelinho Huertas (São Paulo, Brasil, 25 de maig de 1983) és un jugador de bàsquet italo-brasiler. Juga en la posició de base.
Es va formar al Club Atlético Paulistano i al Coppell High School de Texas. A Europa ha jugat al Club Joventut de Badalona, el CB Bilbao Berri, el Fortitudo Bologna, el Saski Baskonia i el FC Barcelona, i a l'NBA ha jugat a Los Angeles Lakers. El febrer de 2017 els Lakers el van traspassar als Houston Rockets, que tenen la intenció de donar-lo de baixa.

## Internacional
Ha estat internacional amb la selecció de bàsquet del Brasil. Va participar en el Campionat del món de bàsquet de 2006. Huertas va ser elegit MVP del Torneig Sud-americà de Basquetbol de 2006 celebrat a Veneçuela, en què Brasil va aconseguir el títol en guanyar a la final celebrada a Caracas a l'Uruguai. Amb 19 punts va ser el màxim anotador de la final conjuntament amb l'uruguaià Leandro García.

## Palmarès

### DKV Joventut
- 1 Eurocopa de la FIBA (2006)
- 1 Lliga Catalana (2006)

### Caja Laboral Baskonia
- 1 Lliga ACB 2009/10

### FC Barcelona
- 2 Lliga ACB 2011/12, Lliga ACB 2013/14[2]
- 1 Copa del Rei 2013
- 1 Supercopa d'Espanya (2011)
- 1 Lliga Catalana (2011, 2012, 2013, 2014)

### Brasil
- 2 FIBA Americas (2007, 2009)
- 1 Campioonat Sud-americà (2006)
- 1 Jocs Panamericans (2007)

### Premis individuals
- MVP del Torneo Sudamericano de Básquetbol de 2006.
- Elegit al quintet ideal de la Lliga ACB - 2008 i 2011

## Participacions en Campionats del món
- Japó 2006 - 19è.
- Turquia 2010 - 9è.
- Espanya 2014 - 6è.

## Participacions en Torneigs Sud-americans
- Torneo Sudamericano de Básquetbol de 2006, Veneçuela - 1r.